# アンナ・レスコ
アンナ・レスコ(ルーマニア語:Anna Lesko；ロシア語:Анна Леско、1979年1月10日 - )は、ルーマニアのポップス歌手である。出生名はアンナ・ステパーニウナ・リジーチュコ(Анна Степанівна Лижичко)。

## 概要
生まれはソ連構成共和国のひとつであったモルダヴィア・ソヴィエト社会主義共和国（現在のモルドヴァ共和国）の首都キシナウ（キシニョフ）で、両親の出自によりウクライナ人・ロシア人・モルドバ人系である。姓はウクライナ系である。17歳までモルドヴァに住まい、その後ルーマニアへ移って本格的なアーティスト活動を開始した。
2006年3月にリリースされたシングル「Anychka Maya」は、チャートにおいてルーマニアで3位、ウクライナで10位にランクされた。
2020年、Bogdan Mocanuとのコラボレーション・シングル「Eu cu tine, tu cu mine」を発表、セクシーな格好をしたアンナとボグダンがバスタブの中で濃厚な絡みを見せるミュージック・ビデオも話題を呼んだ。

## ディスコグラフィー

### アルバム
- 2002年 - Flacari
- 2003年 - Inseparabili
- 2004年 - Pentru tine
- 2006年 - Ispita
- 2007年 - 24
- 2010年 - Jocul Seducţiei

### シングル
- 2002年 - My Star
- 2004年 - Disco
- 2005年 - Mambo
- 2006年 - Anychka Maya
- 2006年 - 24
- 2007年 - 1001 Dorinte
- 2009年 - Balaika
- 2011年 - Get It
- 2011年 - Wake Up
- 2012年 - Go Crazy (Featuring Gilberto)
- 2012年 - Ia-ma
- 2013年 - Ana
- 2013年 - L'amour
- 2013年 - Leagana Barca (Featuring Pavel Startan)
- 2014年 - Sub Soare
- 2014年 - Foc si scrum
- 2015年 - Down Down (Featuring Vova)
- 2015年 - Milky Way (Featuring Jimmy Dub)
- 2016年 - Arunca-ma (Featuring Matteo)
- 2016年 - Jumatate
- 2017年 - Incalzeste-mi buzele
- 2017年 - Sola En La Playa
- 2020年 - Ivanko (Featuring Culita Sterp)
- 2020年 - Place
- 2020年 - Eu cu tine, tu cu mine
Bogdan Mocanuとのデュエット。
- 2022年 - Guleala
- 2024年 - Sarutul tau